# آرامگاه کردوخان
مقبره کردوخان مربوط به دوره قاجار است و در شهرستان نیشابور، بخش تخت جلگه، دهستان بینالود، روستای کلاته اسدالله خان واقع شده و این اثر در تاریخ ۳ خرداد ۱۳۸۶ با شمارهٔ ثبت ۱۹۱۲۴ به‌عنوان یکی از آثار ملی ایران به ثبت رسیده است.